# ドゥクフエ県
ドゥクフエ県（ドゥクフエけん、ベトナム語：Huyện Đức Huệ / 縣德惠?）は、ベトナム社会主義共和国ロンアン省の県。面積は430.92 km²、人口は84,270人（2019年）である。

## 行政区画
1市鎮10社から構成される。